# Воскресеновское
Воскресе́новское (чечен. Воскресеновски)— село в Шелковском районе Чеченской Республики. Образует Воскресеновское сельское поселение.

## География
Расположено на левом берегу реки Терек. Через село проходит трасса Р262 Ставрополь—Крайновка; юго-восточнее, на трассе Р309 Гребенская—Хасавюрт, находится Гребенской мост через Терек, который связывает Шелковской район c Хасавюртовским районом Дагестана. Западнее проходит железнодорожная линия Северо-Кавказской железной дороги.
Ближайшие населённые пункты: на севере — станица Старогладовская, на юге — станица Гребенская, на северо-востоке — сёла Ургалай и Хамаматюрт (Дагестан), на востоке — село Ибрагимотар (Дагестан), на юго-востоке — сёла Уцмиюрт, Гребенской Мост и Дзержинское (Дагестан).
В 2-3 км к северо-западу от села расположен гидрологический памятник природы Урочище Степная жемчужина.

## История

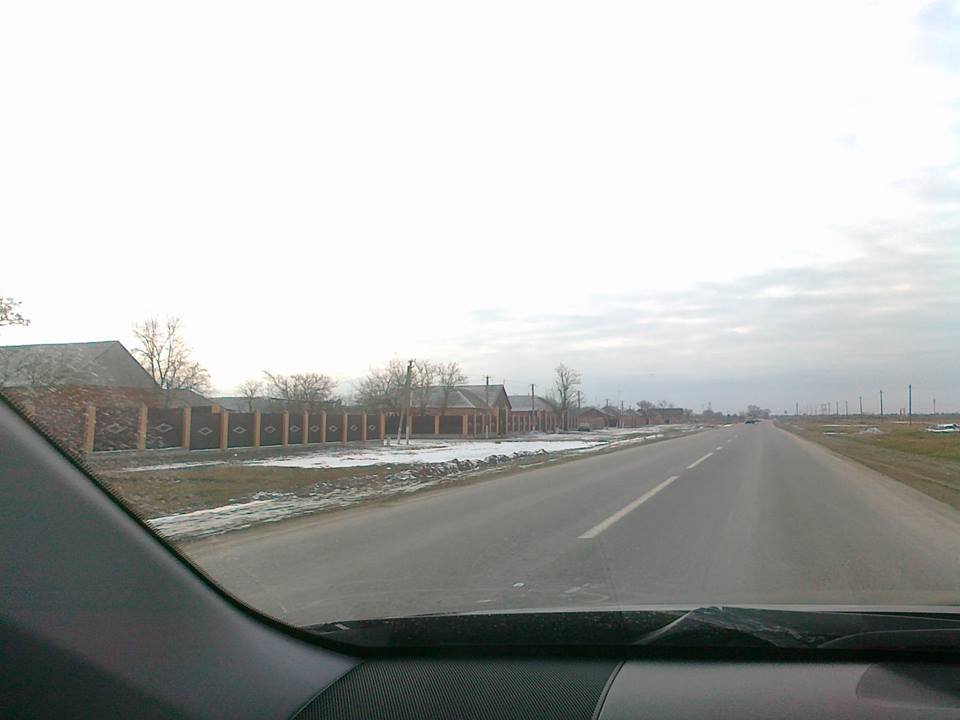
Вид на село с трассы

Посёлок Воскресенский основан в 1895 году. В 1900 году состоял 8 дворов, основное население — русские, молокане.
В 1977 году Указом Президиума ВС РСФСР хутор Ново-Воскресенский переименован в село Воскресенское.

## Население
| 1926 | 1990 | 2002 | 2010 | 2012 | 2013 | 2014 |
| ---- | ---- | ---- | ---- | ---- | ---- | ---- |
| 86   | ↗918 | ↘694 | ↗915 | ↗936 | ↗954 | ↗958 |
| 2015 | 2016 | 2017 | 2018 | 2019 | 2020 | 2021 |
| ↗964 | ↗966 | ↗978 | ↘965 | ↘956 | ↗980 | ↘830 |
| 2023 | 2024 |      |      |      |      |      |
| ↗834 | ↘831 |      |      |      |      |      |

По данным переписи 2002 года, в селе проживало 694 человека, в том числе 362 мужчины и 332 женщины.
Национальный состав
По данным Всесоюзной переписи населения 1926 года, 100 % населения составляли русские.
По данным Всероссийской переписи населения 2002 года, 63 % населения села составляли ногайцы, а 32 % — чеченцы.
По данным Всероссийской переписи населения 2010 года:
| Народ   | Численность, чел. | Доля от всего населения, % |
| ------- | ----------------- | -------------------------- |
| ногайцы | 507               | 55,41 %                    |
| чеченцы | 368               | 40,22 %                    |
| кумыки  | 11                | 1,20 %                     |
| русские | 10                | 1,09 %                     |
| татары  | 10                | 1,09 %                     |
| другие  | 9                 | 0,98 %                     |
| всего   | 915               | 100 %                      |